# Wet van Proust
De wet van Proust, ook wel de wet van constante massaverhouding of anders genoemd, wordt algemeen geformuleerd als: "wanneer twee of meer stoffen (met elkaar) reageren, gebeurt dat telkens onder een constante massaverhouding". De wet kreeg zijn naam van zijn bedenker Louis Joseph Proust en is een van de hoekstenen van de stoichiometrie.
In de tijd van Proust was kennis van atomen en moleculen nog toekomstsmuziek. Achteraf gezien is de wet van Proust alleen geldig voor moleculaire verbindingen, bijvoorbeeld voor alle gassen. Er zijn echter (met name: vaste) verbindingen die geen moleculaire opbouw hebben en waarvan de samenstelling wel kan variëren. Deze stoffen worden wel bertholliden genoemd, naar de Fransman Berthollet, die geruime tijd de geldigheid van de wet van Proust had aangevochten.